# إيزابيل جولارت
ماريا إيزابيل جولارت دوارادو (بالبرتغالية: Maria Izabel Goulart Dourado‏)، عارضة أزياء برازيلية ولدت في يوم 23 أكتوبر 1984 في مدينة ساو كارلوس في ولاية ساو باولو في البرازيل عملت مع فيكتوريا سيكريت، وهي من أصل إيطالي. في سنة 2016 بدأت بمواعدة حارس مرمى منتخب ألمانيا لكرة القدم كيفن تراب.

## روابط خارجية
- إيزابيل جولارت على موقع IMDb (الإنجليزية)
- إيزابيل جولارت على موقع ألو سيني (الفرنسية)
- إيزابيل جولارت على موقع قاعدة بيانات الفيلم (الإنجليزية)
- إيزابيل جولارت على موقع دليل عارضات الأزياء (الإنجليزية)